# Veli Saarinen
Pour les articles homonymes, voir Saarinen.
Veli Saarinen, né le 16 septembre 1902 à Virolahti et décédé le 12 octobre 1969, est un fondeur finlandais. Champion du monde de ski de fond à de multiples reprises, il devient champion olympique de ski de longue distance en 1932. Devenu entraîneur et directeur général de la Fédération finlandaise de ski, il est réputé comme le meilleur éducateur de ski du monde.

## Biographie
Veli Saarinen s'impose comme l'un des meilleurs fondeurs finlandais des années 1920 en remportant le 30 km des derniers Jeux nordiques disputés à Stockholm en 1926.
Athlète olympique aux Jeux olympiques d'hiver de 1928, Veli Saarinen termine au pied du podium de l'épreuve de 18 km. L'année suivante, lors des championnats du monde de ski nordique 1929, il est sacré à Zakopane sur la course de 18 km qu'il remporte. Il obtient une autre récompense mondiale en terminant deuxième sur le 50 km.
Le fondeur finlandais est présent aux Jeux olympiques d'hiver de 1932 à Lake Placid aux États-Unis. Sur le 18 km, Saarinen termine à la troisième place derrière deux Suédois Sven Utterström — deux minutes plus rapide — et Axel Wikström — six-sept secondes plus rapide —. Trois jours plus tard, dans l'épreuve de grand fond des Jeux, l'épreuve de 50 kilomètres à ski, Saarinen domine ses concurrents pour devenir champion olympique,. En tête à la mi-course, il réponse aux assauts de ses adversaires sur la deuxième partie du parcours en gardant un rythme soutenu pour terminer la course en 4 h 28, vingt secondes de moins que son dauphin et compatriote Väinö Liikkanen.
Poursuivant sa carrière après les Jeux, il remporte deux autres titres de champion du monde : sur 50 km individuel en 1933 et en relais 4x10 km en 1934. Après s'être retiré des compétitions à l'âge de 32 ans, il devient entraîneur et dirige l'équipe finlandaise de ski de fond durant plus de trente ans. Réputé comme le meilleur éducateur de ski du monde, il crée pendant la Seconde Guerre mondiale la légion des « démons blancs », un corps de volontaires pour effectuer des attaques derrière les lignes russes avec d'excellents skieurs. De 1947 à son décès en 1969, il occupe également la position de directeur général de la Fédération finlandaise de ski.
Un parc à Virolahti est nommé Veli Saarinen en son honneur.

## Palmarès
Jeux olympiques
- Jeux olympiques d'hiver de 1932 à Lake Placid 
  -  Médaille d'or sur 50 km.
  -  Médaille de bronze sur 18 km.

Championnats du monde
Championnats du monde de ski nordique 1926 à Lahti 
- -  Médaille de bronze sur 30 km.
- Championnats du monde de ski nordique 1929 à Zakopane 
  -  Médaille d'or sur 17 km.
  -  Médaille d'argent sur 50 km.
- Championnats du monde de ski nordique 1933 à Innsbruck 
  -  Médaille d'or sur 50 km.
- Championnats du monde de ski nordique 1934 à Solleftea 
  -  Médaille d'or en relais 4 × 10 km.
  -  Médaille d'argent sur 18 km.

Jeux nordiques
- Jeux nordiques 1926 à Stockholm 
  -  Médaille d'or sur 30 km.